# Ван Юньу
Ван Юньу (кит.: 王雲五; піньїнь: Wáng Yúnwǔ; 9 липня 1888 — 14 серпня 1979) — китайський політик, міністр фінансів (1948), в. о. президента Виконавчого Юаня Республіки Китай (1963).